# ヤングラップバトル 〜Bring the Beat!〜
ヤングラップバトル 〜Bring the Beat!〜（ヤングラップバトル ブリング・ザ・ビート）は、NHK総合テレビジョンにて、2018年9月28日に放送された特別番組。

## 概要
若い世代のラッパーが腕を競い、チャンピオンを競う番組である。NHKが初めてMCバトルを本格的に取り入れた番組である。
収録は2018年9月8日に行われ、ビデオ審査による事前審査で選ばれた16人が参加。番組本番を懸けたバトルを勝ち抜いた8人が出場した。

## 参加及び応募条件
- 16歳 - 25歳（1992年4月2日 - 2002年4月1日生）
- メジャーレーベルと専属契約をしていない者。

添付パフォーマンス動画→アカペラかホームページより曲1か曲2をダウンロードして音源でのラップパフォーマンス。

## ルール
- トーナメント方式。バトルは8小節2ターンの1本勝負（決勝は3本）。
- 8つのお題があり、ランダムに選ばれたお題のテーマに沿ったラップをしなければならない。
- 審査員による多数決により勝敗が決まる。

## 出演者
- 司会
  - KEN THE 390、浅川梨奈（SUPER☆GiRLS）
- 審査員
  - 須藤凜々花、MC正社員、久保田かずのぶ（とろサーモン）、渋谷ジャパン（おるたなChannel）、NAIKA MC
- ゲスト
  - SKY-HI
- Opening Act
  - TEMPURA KIDZ
- DJ
  - DJ RINA

## 逸話
- バトル内ではNHKならではの制約があり、商品名の連呼は禁止などの決まりがあったという。危険なワードが出てきたら撮り直しも行われた。（実際に撮り直しが行われたのはエキシビションマッチで行われた浅川梨奈 対 須藤凜々花の須藤のラップのみ）[2]